# Landschaftsmuseum Westerwald

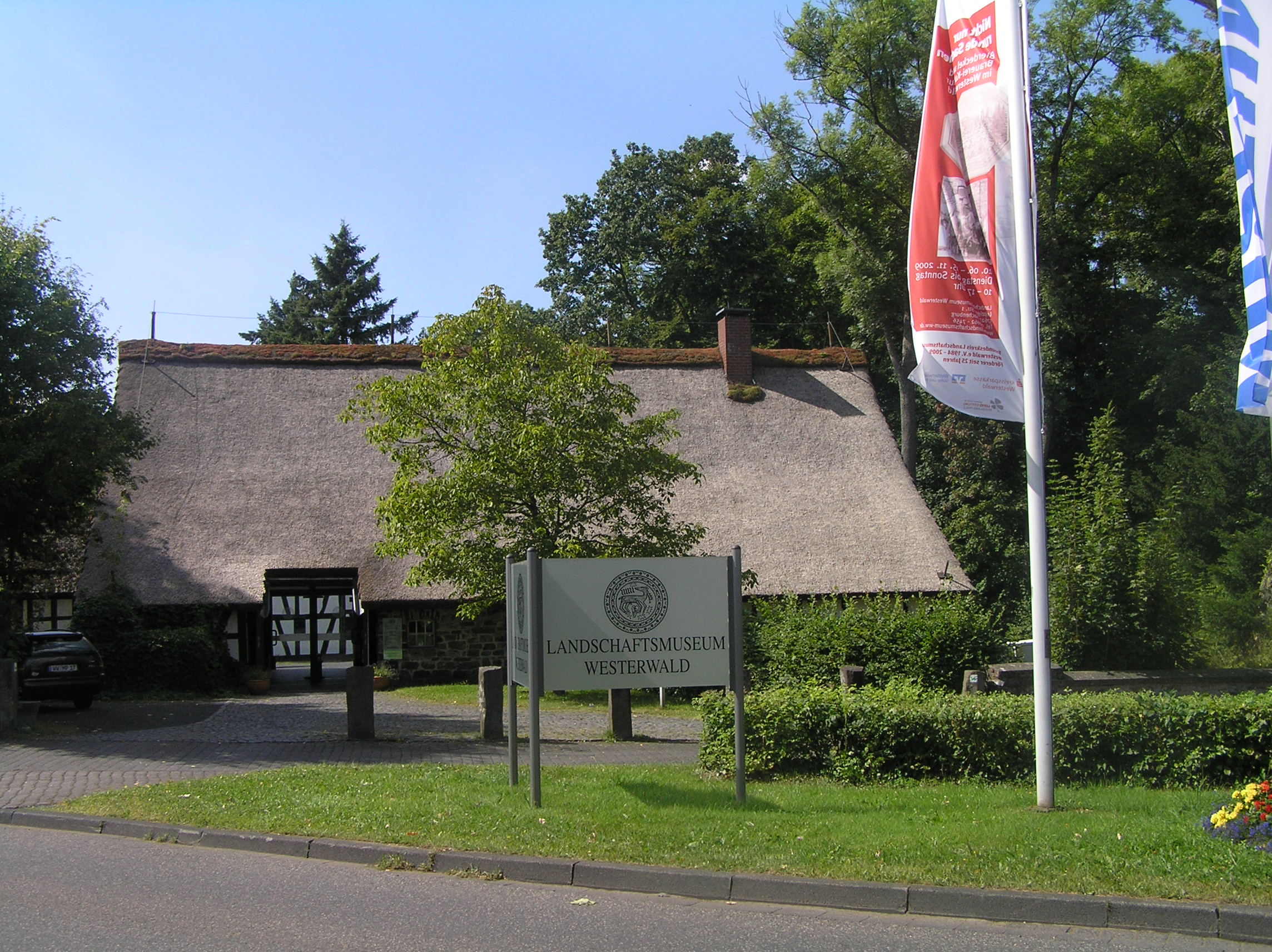
Das reetgedeckte Eingangsgebäude, im August 2009

Das Landschaftsmuseum Westerwald ist ein kleines Freilichtmuseum in Hachenburg im Westerwaldkreis. Das Landschaftsmuseum Westerwald befindet sich am Rande des Burgparks nahe dem historischen Stadtkern und ist ein Geo-Informationszentrum des Nationalen Geoparks Westerwald-Lahn-Taunus.

## Museumsdorf
Das Museum besteht aus acht Gebäuden, die ein Museumsdorf aus translozierten Westerwälder Häusern des 17., 18. und 19. Jahrhunderts bilden. Die Gebäude und Sammlungen des Museums sollen über die Geschichte des Westerwaldes und seiner Bewohner informieren. Zu den Häusern gehören die Schule aus Obermörsbach aus dem Jahr 1809 inklusive einer komplett im Stil des 19. Jahrhunderts eingerichteten Schulstube, sowie eine Scheune aus Sainscheid (um 1680), ein Mühlenwohnhaus (um 1700) und eine Ölmühle (um 1750) aus Frickhofen sowie ein Backhaus (1850) und ein Westerwälder „Kleinhaus“ aus Kirburg.
Das Eingangsgebäude, das „Haus Norken“ ist ein typisches Westerwald-Haus mit Wohnteil, Stall und Scheune. Es wurde ca. 1723 im Ort Norken errichtet. 1984 wurde er abgebaut und 1987 bis 1991 im Museum wieder aufgebaut. Das Gebäude wird als Eingangsgebäude mit Kassenhaus, Museumsshop und für Ausstellung genutzt.

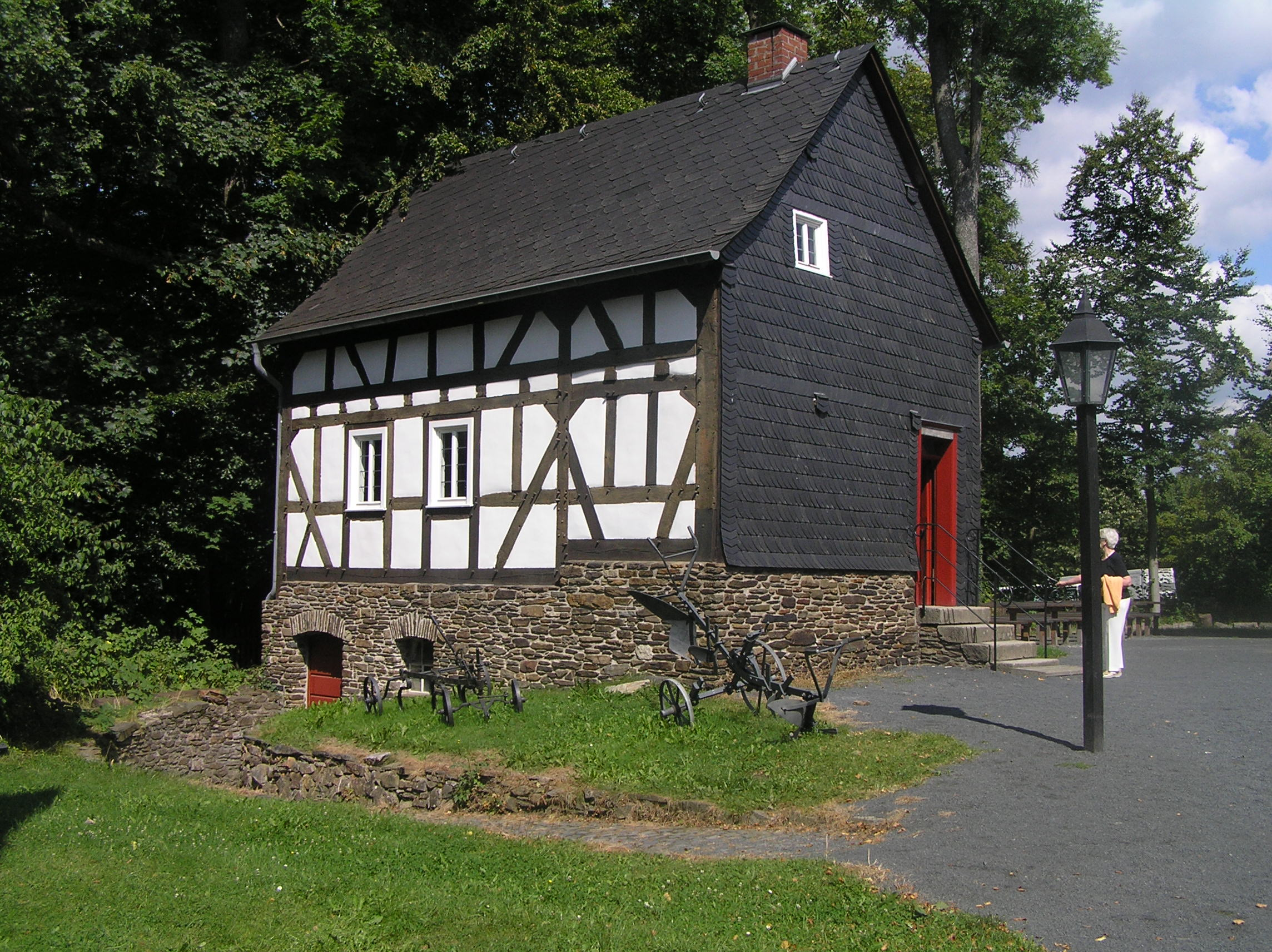
Schule aus Obermörsbach
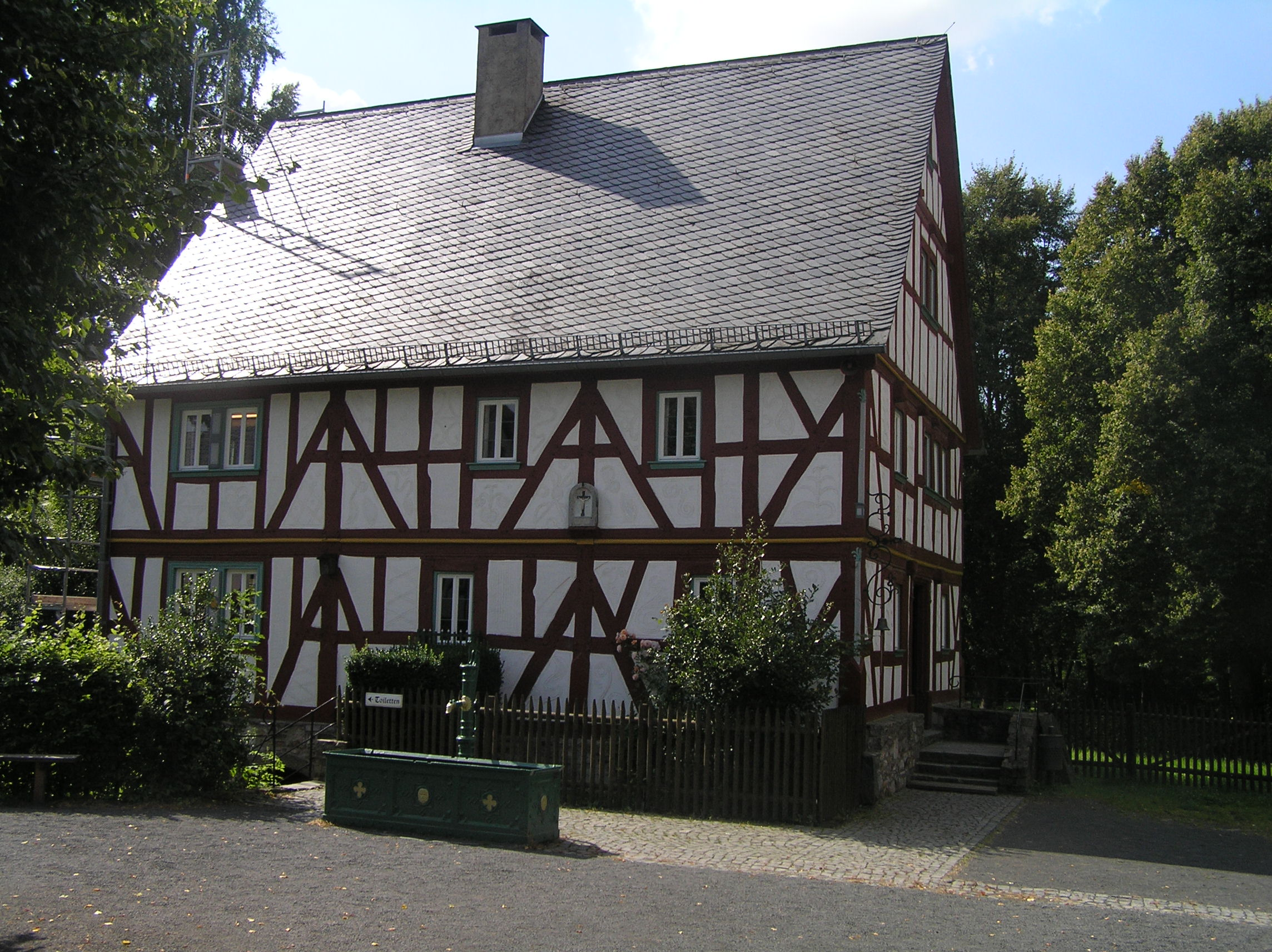
Mühlenwohnhaus
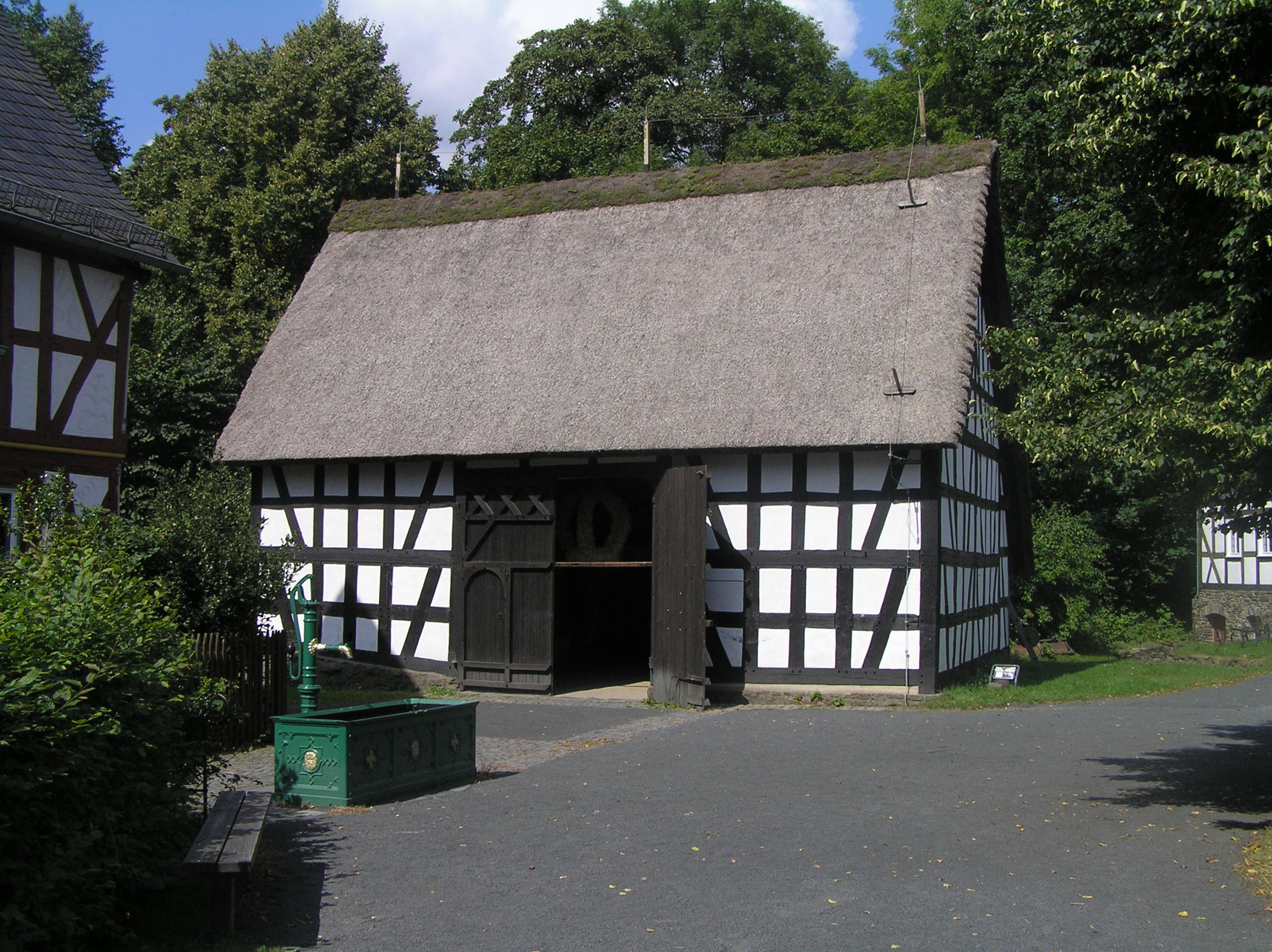
Scheune

## Hofgarten-Haus

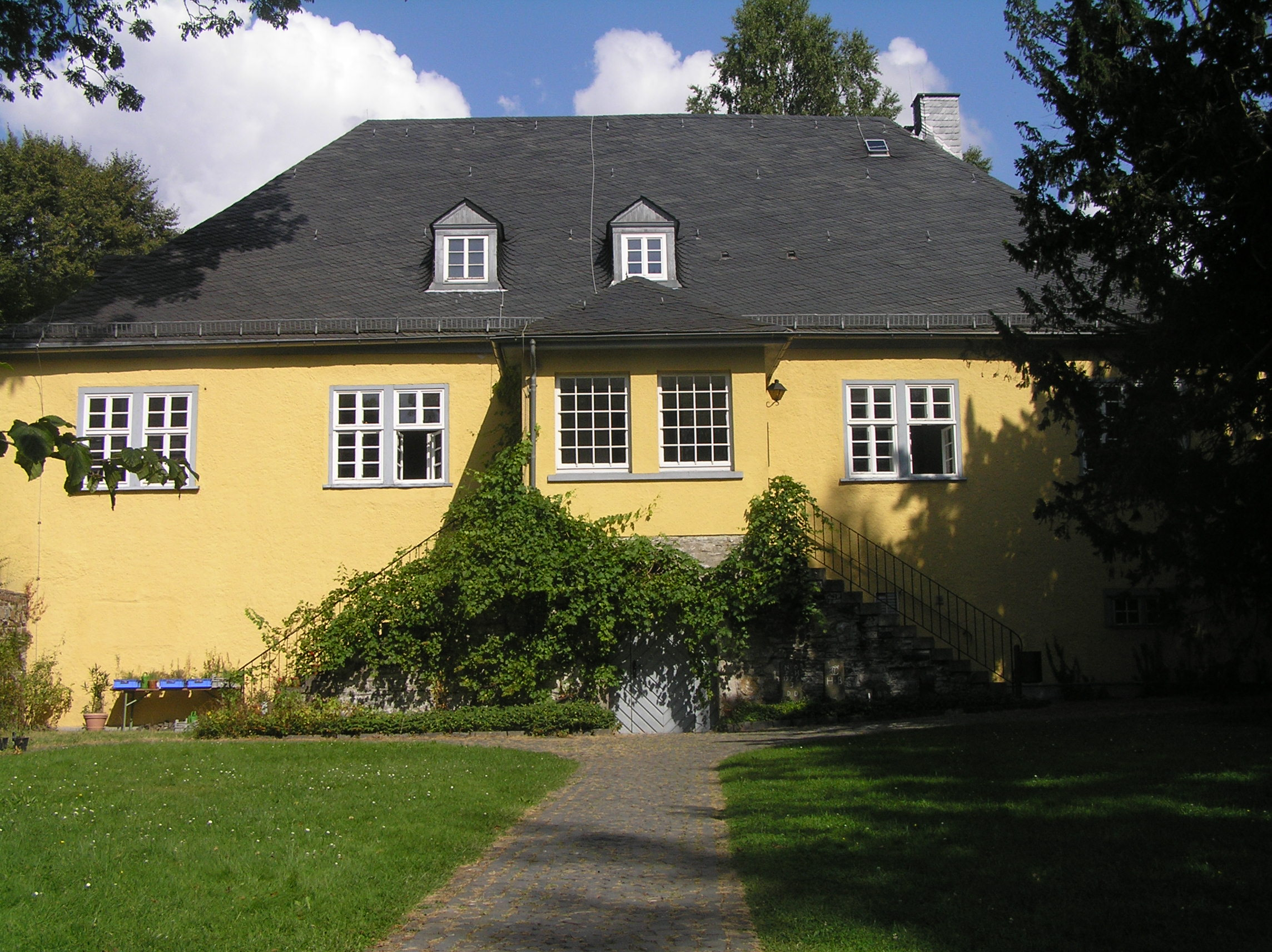
Hofgarten-Haus

Das Hofgarten-Haus vom Anfang des 18. Jahrhunderts gehörte ursprünglich zum Hachenburger Schloss und beinhaltet neben den Räumen der Verwaltung eine numismatische Sammlung, archäologische Funde und Ausstellungsräume. Der anliegende Garten präsentiert rund um einen Brunnen neben lokalen Zier- und Nutzpflanzen auch einen Bienenschaustock.

## Steinzeitgrab

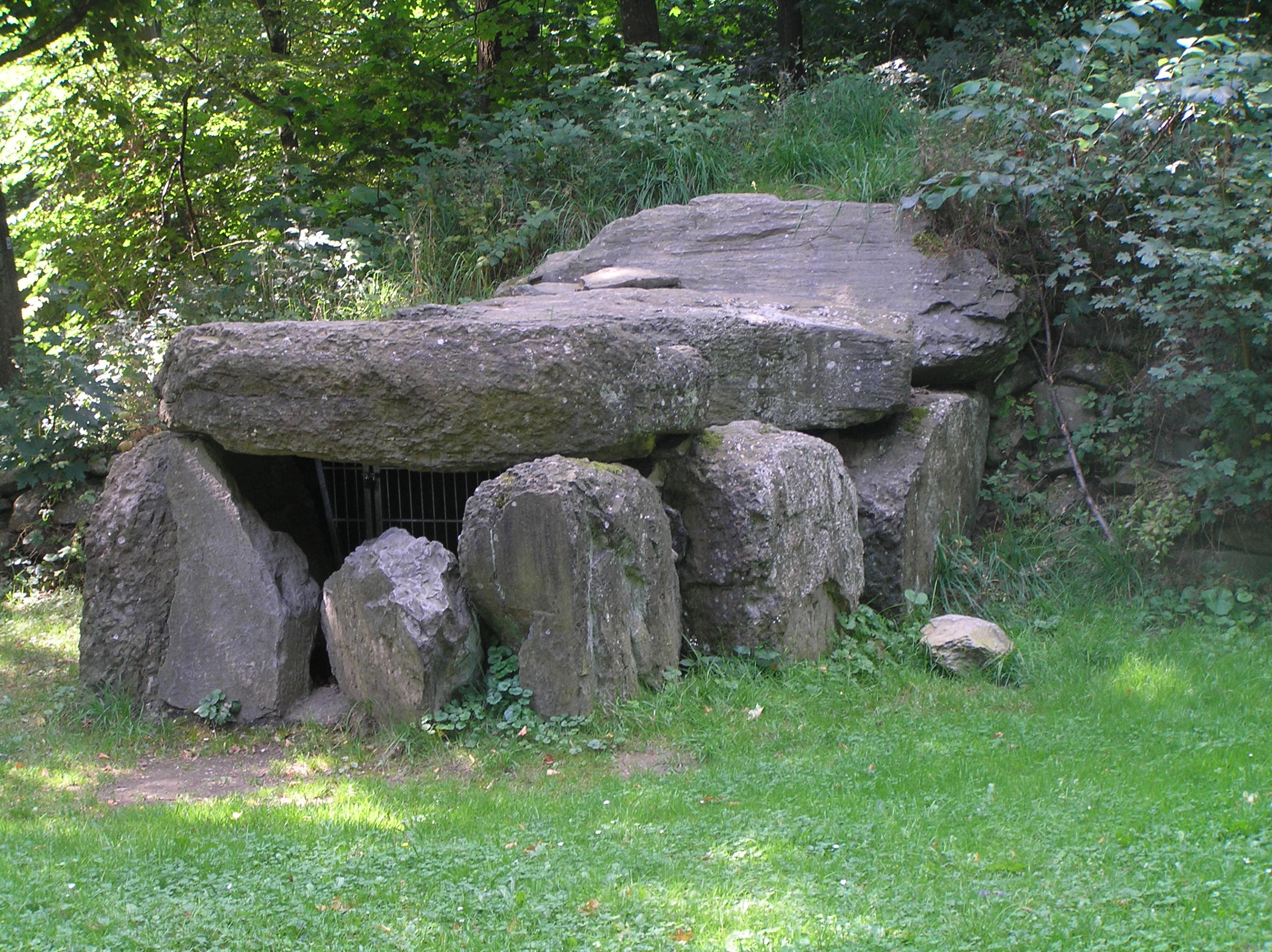
Steinkiste aus Oberzeuzheim

Im Burgpark, außerhalb des Museums befindet sich das Steinkiste von Oberzeuzheim. Es handelt sich um die Rekonstruktion eines steinzeitlichen Grabes, das ursprünglich am Ende der Jungsteinzeit (ca. 2500 bis 1800 vor Christus) errichtet wurde. Das Grab wurde 1985 in Oberzeuzheim entdeckt. Form und Größe des Grabes sind unbekannt, da die Steine nicht mehr in Originallage aufgefunden wurden. Aus den Originalsteinen wurde das Grab durch das Landschaftsmuseum Westerwald im Burggarten von Hachenburg neben dem Landschaftsmuseum Westerwald rekonstruiert.

## Geschichte und Organisation
Die Fachwerkhäuser wurden ab dem Jahr 1980 von ihren ursprünglichen Standorten abgebaut und im Laufe der Zeit im Museumsgelände wieder aufgebaut und restauriert. Seit 1984 besteht der Freundeskreis Landschaftsmuseum Westerwald e. V., der das Museum finanziell und organisatorisch unterstützt. Das Museum hat fünf hauptamtlich beschäftigte Mitarbeiter sowie drei Teilzeitkräfte.